# Kjell Lind
Kjell Lind är en tidigare ishockeydomare från Gävle. Han var en av de populäraste domarna i elitserien i ishockey och fick därför motta SICO:s guldpipa 1987, 1988 och 1989. Kjell Lind dömde även matcher i Olympiska vinterspelen 1988 i Calgary.